# Andrés Fabricio Romero
Andrés Fabricio Romero (Bell Ville, Córdoba, 21 de diciembre de 1989) es un futbolista argentino que se desempeña como delantero. Actualmente es jugador de Central de Bell Ville.

## Trayectoria
Romero hizo su debut el 11 de abril de 2008 en la derrota de Argentinos Juniors ante Newell's Old Boys por 0-2. Su primer gol como profesional lo anotó el 25 de octubre de aquel mismo año, en un duelo entre Argentinos Juniors e Independiente que terminó igualado con un resultado de 1 a 1. Aunque el delantero perdió continuidad a partir de junio de 2009, fue integrante del plantel que se consagró campeón del Torneo Clausura 2010, llegando a jugar en dos de los 19 partidos del referido certamen.
A fines de 2011 su pase fue adquirido por el club brasileño Tombense, que lo cedió primero al Criciúma de la Serie B y más tarde al Náutico Capibaribe de la Serie A.
El 7 de febrero de 2013 se anunció su contratación por parte del Montreal Impact de la Major League Soccer norteamericana.
En febrero de 2018 anunció sopresivamente su retiro del fútbol profesional, abandonando la propuesta de jugar para San Martín de San Juan, club que había gestionado su repatriación en las semanas previas. Sin embargo al año siguiente volvió a aparecer en las canchas, esta vez defendiendo los colores de Central Bell Ville, un equipo de la Liga Bellvillense.

### Clubes
| Club                 | País      | Año             |
| -------------------- | --------- | --------------- |
| Argentinos Juniors   | Argentina | 2008 - 2011     |
| Criciúma             | Brasil    | 2012            |
| Náutico Capibaribe   | Brasil    | 2012            |
| Montreal Impact      | Canadá    | 2013 - 2017     |
| Central (Bell Ville) | Argentina | 2019 - presente |

## Selección nacional
En enero de 2009 fue convocado por la selección nacional sub-20 para disputar el Sudamericano Sub-20 realizado en Venezuela. En aquel torneo jugó solamente en dos partidos: en un empate ante Venezuela y en una derrota ante Colombia.

## Palmarés

### Campeonatos nacionales
| Título          | Club               | País      | Año  |
| --------------- | ------------------ | --------- | ---- |
| Torneo Clausura | Argentinos Juniors | Argentina | 2010 |